# Protosticta trilobata
Protosticta trilobata – gatunek ważki z rodziny Platystictidae.